# وای-فای پروتکتد ستاپ
وای-فای پروتکتد ستاپ (راه‌اندازی حفاظت‌شده وای-فای) یا دبلیو.پی.اس استانداردی است برای برقرار کردن شبکه‌های بیسیم خانگی به شکلی امن و آسان. این استاندارد در ۸ ژانویه ۲۰۰۷ توسط اتحادیهٔ وای-فای به صورت رسمی آغاز گردید. 
هدف این استاندارد تسهیل روند پیکربندی امنیتی شبکه‌های بیسیم می‌باشد و به همین دلیل است که قبلاً Wi-Fi Simple Config نامیده می‌شد. این پروتکل به منظور میسر کردن امنیت برای کاربرانی طراحی شده که اطلاعات کمی در مورد امنیت شبکه‌های بیسیم دارند و ممکن است درمیان گزینه‌های موجود برای برقراری محدودیت دسترسی در شبکه‌های بیسیم سردرگم بمانند.
با توجه به پیشرفت علم و تکنولوژی این استاندارد راهی برای دور زدن امنیت و دسترسی غیر مجاز افراد غیر باز کرده که اکثر مودم‌های مختلف را مثال بره ای در برابر گرگ بی دفاع کرده‌است. که تنها راه برای خطر هک نشدن توسط اغلب برنامه‌های موجود در حوزه هک وای فای از قبیل Andro Dumpper و برنامه‌های موجود.بستن این گزینه در تنظیمات مودم می‌باشد . که این کار با خود این استاندارد در تضاد است زیرا این استاندارد تسهیل روند دسترسی بدون نیاز به ایجاد تنظیمات پیچیده می‌باشد .

## پیاده‌سازی
این استاندارد با تمرکز بر امنیت و قابلیت استفاده آسان چهار روش برای برقراری شبکه‌های خانگی فراهم می‌کند. بدین منوال، برای افزودن یک دستگاه جدید به شبکه بین یک تا چهار روش از موارد زیر برای کاربر فراهم می‌شود:
1. روش پین: در این روش باید یک پین (شماره شناسایی شخصی) از روی برچسب نصب شده روی دستگاه یا صفحهٔ نمایش آن (در صورت وجود) خوانده شود. این روش برای کلیهٔ تجهیزاتی که دارای گواهینامهٔ این استاندارد می‌باشند الزامی است.
2. روش پی‌بی‌سی: در این روش لازم است که کاربر به سادگی یک دکمهٔ فشاری فیزیکی یا مجازی را بر روی هر دو نقطه دسترسی بیسیم (اکسس پوینت) و دستگاه مورد نظر فشار دهد. پیاده‌سازی این روش برای نقاط دسترسی بیسیم اجباری ولی برای دستگاه‌ها اختیاری است.
3. روش ان‌اف‌سی: در این روش فقط کافیست که کاربر دستگاه مورد نظر را نزدیک اکسس پوینت قرار دهد تا امکان یک ارتباط حوزه نزدیک بین این تجهیزات برقرار شود. بجای این کار، بهره بردن از برچسب‌های آر.اف.ای.دی سازگار نیز امکان‌پذیر می‌باشد. پشتیبانی از این روش اختیاری است.
4. روش یو اس بی: در این روش کاربر یک یو.اس.بی استیک را برای انتقال داده بین دستگاه و نقطه دسترسی بیسیم بکار می‌برد. پشتیبانی از این روش نیز اختیاری است.

از دو روش آخر غالباً به عنوان روش‌های خارج از باند یاد می‌شود. علت این امر نیز نیاز به انتقال اطلاعات از کانالی غیر از خود شبکه بیسیم می‌باشد.
به خاطر داشته باشید که در حال حاضر برای اعطای گواهینامهٔ این استاندارد فقط دو روش اول لحاظ می‌شوند. روش یو.اس.بی نیز از رده خارج شده محسوب می‌گردد و جزء روند اعطای گواهینامه نمی‌باشد.

## مزایا
1. پیکربندی خودکار نام شبکه (SSID) و کلید امنیتی (WPA) بر روی دستگاه و نقطه دسترسی
2. عدم نیاز به دانستن SSID، کلیدهای امنیتی و گذرواژه‌ها در هنگام اتصال به شبکه‌های دارای WPS
3. پایین بودن احتمال اینکه گذرواژه‌ها و کلیدهای امنیتی قابل حدس زدن باشند، زیرا که به صورت تصادفی تولید می‌شوند.